# Золотий щит
Проєкт «Золотий щит» (англ. The Golden Shield Project, кит.: 金盾工程 jīndùn gōngchéng) — система фільтрації вмісту Інтернету в КНР. Система також відома під неофіційною назвою «Великий китайський фаєрвол» (англ. Great Firewall of China від англ. Great Wall of China — Великий китайський мур). Проєкт є системою серверів на інтернет-каналі між провайдерами і міжнародними мережами передачі інформації.
Розробка проєкту почалась у 1998 році, у 2003 році його було введено в експлуатацію по всій країні. «Золотий щит» складається із кількох підсистем, таких як система управління безпекою (кит.: 治安 管理 信息 系统), система інформування про правопорушення (кит.: 刑事 案件 信息 系统), система контролю виходу і введення (кит.: 出入境 管理 信息 系统), інформаційну систему моніторингу (кит.: 监管 人员 信息 系统) і систему управління трафіком (кит.: 交通 管理 信息 系统).
«Золотий щит» є одним із 12 ключових проєктів КНР у сфері електронного урядування, які мають назву «золоті». Іншими «золотими» є проєкти «Золоті мости» (кит.: 金桥, для загальноекономічної інформації), «Золота митниця» (кит.: 金关, для іноземних торгів), «Золота карта» (кит.: 金卡, для електронних валют), «Золоті фінанси» (кит.: 金财, для управління фінанси), «Золоте сільське господарство» (кит.: 金农, для сільськогосподарської інформації), «Золоте оподаткування» (кит.: 金税, для оподаткування), «Золота вода» (кит.: 金水, для інформації про водні ресурси), «Золота якість» (кит.: 金质, для контролю якості) і т. ін..
Низка західних компаній виконують вимоги китайської влади щодо обмеження доступу до інформації. Згідно з даними організації «Репортери без кордонів», китайська версія пошукової системи Yahoo! в результатах пошуку не надає доступ до певної інформації.
Сайт Вікіпедія також неодноразово блокувався на території КНР. На цей час Вікіпедія частково доступна в Китаї, але китайська версія Вікіпедії заблокована повністю, як і деякі «чутливі» статті англійської Вікіпедії. Причина блокування зумовлена, зокрема, тим, як описано події травня-квітня 1989 року в Китаї.
Також системою блокуються сайти певних релігійних та філософських течій, зокрема, трансгуманістичних.
Політичне та ідеологічне підґрунтя проєкту «Золотий щит» найкраще втілено у відомому вислові Ден Сяопіна на початку 1980-х: «Якщо ви відкриєте вікно для свіжого повітря, то ви очікуєте, що залетять також і мухи». Це висловлювання пов'язане з періодом економічних реформ у Китаї, який отримав назву «соціалістична ринкова економіка». Замінивши ідеологічні ідеї Культурної революції, економічна реформа стала ринкової економіки в Китаї та відкрила ринок для іноземних інвесторів. Але, попри економічну свободу, цінності та політичні ідеї Комуністичної партії Китаю мали бути захищені від «мух» інших небажаних ідеологій.
| {{{alt}}} | Це незавершена стаття про комп'ютерні мережі. Ви можете допомогти проєкту, виправивши або дописавши її. |